# La Noria, San Luis Potosí
La Noria är en ort i Mexiko.   Den ligger i kommunen Ciudad Fernández och delstaten San Luis Potosí, i den centrala delen av landet, 300 km norr om huvudstaden Mexico City. La Noria ligger 1 025 meter över havet och antalet invånare är 593.
Terrängen runt La Noria är kuperad västerut, men österut är den platt. Runt La Noria är det ganska tätbefolkat, med 80 invånare per kvadratkilometer. Närmaste större samhälle är Ciudad Fernández, 13,8 km sydost om La Noria. Omgivningarna runt La Noria är en mosaik av jordbruksmark och naturlig växtlighet.